# Kłoczki (rejon grodzieński)
Kłoczki (biał. Клачкі, ros. Клочки) – wieś na Białorusi, w obwodzie grodzieńskim, w rejonie grodzieńskim, w sielsowiecie Odelsk.
Znajduje się tu przystanek kolejowy Kłoczki na linii Grodno – Bruzgi.
W dwudziestoleciu międzywojennym wieś leżała w Polsce, w województwie białostockim, w powiecie sokólskim.